# Эрат, Ариане
Ариане Эрат (нем. Ariane Ehrat; род. 17 февраля 1961, Шаффхаузен) — швейцарская горнолыжница, специалистка по скоростному спуску. Выступала за сборную Швейцарии по горнолыжному спорту в 1979—1986 годах, серебряная призёрка чемпионата мира, обладательница серебряной и двух бронзовых медалей Кубка мира, участница зимних Олимпийских игр в Сараево.

## Биография
Ариане Эрат родилась 17 февраля 1961 года в Шаффхаузене, Швейцария. Проходила подготовку в клубе Unterwasser.
В 1979 году вошла в основной состав швейцарской национальной сборной и дебютировала в Кубке мира. В декабре 1981 года впервые вошла в десятку сильнейших, став пятой в скоростном спуске на этапе в австрийском Зальбах-Хинтерглемме. Выступала на чемпионате мира 1982 года в Шладминге, где заняла в скоростном спуске четырнадцатое место. В следующем сезоне выиграла в Кубке мира серебряную и бронзовую награды, расположившись в итоговом зачёте скоростного спуска на восьмой строке.
Благодаря череде удачных выступлений удостоилась права защищать честь страны на зимних Олимпийских играх 1984 года в Сараево — была близка к попаданию в число призёров, показав в скоростном спуске четвёртый результат.
После сараевской Олимпиады Эрат ещё в течение некоторого времени оставалась в главной горнолыжной команде Швейцарии и продолжала принимать участие в крупнейших международных соревнованиях. Так, в 1985 году она добавила в послужной список бронзовую медаль, выигранную в скоростном спуске на этапе Кубка мира в австрийском Бад-Клайнкирххайме, тогда как в итоговом зачёте вновь разместилась на восьмой позиции. Побывала на мировом первенстве в Бормио, откуда привезла награду серебряного достоинства — разделила второе место с австрийкой Катариной Гутензон, уступив лидерство только титулованной соотечественнице Микеле Фиджини. Впоследствии оставалась действующей спортсменкой вплоть до 1986 года.
Завершив спортивную карьеру, работала маркетологом в нескольких швейцарских компаниях. С 2008 года занимает должность генерального директора в туристическом агентстве в Санкт-Морице.